# 예두아르트 스트렐초프
예두아르트 아나톨리예비치 스트렐초프(러시아어: Эдуа́рд Анато́льевич Стрельцо́в, 1937년 6월 21일~1990년 6월 22일)는 소련의 축구 선수이다. 1960년대와 1960년대 토르페도 모스크바와 소련 국가대표팀의 주축 공격수로 활약했으며 소련 대표팀에서 4번째로 많은 골을 넣었다. 또한 일부 매체에서 붙인 "러시아의 펠레"라는 별명으로 잘 알려져 있다.
현재 모스크바 동부에 편입된 페로보에서 태어났으며 1953년 16세의 나이로 토르페도 모스크바에 합류하면서 선수 경력을 시작했다. 2년 후에는 국가대표팀 선수가 되어 A매치에 출전했고 1956년 하계 올림픽에서 금메달을 획득하는 등 활약을 펼쳤다. 1957년에 발롱도르에서 7위에 오르면서 전도유망한 선수로 거듭났으나 1958년 FIFA 월드컵을 앞두고 성폭행 혐의로 선수 경력이 중단되었다. 소련 당국은 자신의 죄를 인정하면 계속 선수 생활을 할 수 있다고 약속했고 이에자백했으나 기소되면서 굴라크에 수용되어 12년형의 강제 노동형을 선고받았다. 이 유죄 판결은 많은 사람들이 스트렐초프와 정부 고관 사이의 갈등을 지적하면서 논란을 남겼다.
형기의 절반 정도를 복역한 후 석방되었으며 1965년에 다시 토르페도에 입단하여 선수 경력을 이어갔다. 그는 복귀 첫 시즌에 소련 선수권 대회에서 우승했으며 1968년에는 소비에트컵 우승에 기여했다. 또한 1966년에 소련 국가대표팀에도 복귀했으며 1967년과 1968년에 소련 올해의 축구 선수로 선정되었다. 그는 1970년에 은퇴할 때까지 그는 소련에서 "스트렐초프의 패스"로 알려진 백힐 패스와 같은 혁신적인 기술을 개척했다. 1990년 모스크바에서 인후암으로 사망했으며 6년 후 토르페로 팀은 그를 기리기 위해 홈구장의 이름으로 "예두아르트 스트렐초프 스타디움"으로 변경했다. 